# Крансак
Крансак (фр. Cransac) насеље је и општина у јужној Француској у региону Миди Пирене, у департману Аверон која припада префектури Вилфранш де Руерг.
По подацима из 2011. године у општини је живело 1649 становника, а густина насељености је износила 238,64 становника/km². Општина се простире на површини од 6,91 km². Налази се на средњој надморској висини од 277 метара (максималној 470 m, а минималној 274 m).

## Демографија
| 1962. | 1968. | 1975. | 1982. | 1990. | 1999. | 2011. |
| ----- | ----- | ----- | ----- | ----- | ----- | ----- |
| 2.356 | 3.244 | 2.870 | 2.520 | 2.180 | 1.821 | 1.649 |

График промене броја становника у току последњих година